# Wskaźnik obrotu zapasami
Wskaźnik obrotu zapasami – jeden z podstawowych wskaźników sprawności zarządzania aktywami. Nazywany również wskaźnikiem rotacji zapasów. Definiuje się go jako iloraz wielkości sprzedaży i wielkości zapasów. Wskaźnik ten pokazuje nam ile razy obrócono zapasami, by uzyskać ostateczny przychód.
{\displaystyle W={\frac {S}{Z}},}
gdzie:
W – wskaźnik,
S – (koszt własny sprzedaży) sprzedaż,
Z – wartość zapasów (przeciętna).